# الاتحاد الأرمني لكرة الطاولة
الاتحاد الأرميني لكرة الطاولة (بالأرمنية: Հայաստանի սեղանի ֆուտբոլի ֆեդերացիա)‏، المعروف أيضًا باسم اتحاد كرة الطاولة الأرمني، هو الهيئة المنظمة لكرة الطاولة في أرمينيا، والتي تحكمها اللجنة الأولمبية الأرمينية. يقع مقر الاتحاد في يريفان.

## تاريخ
ويرأس الاتحاد الأرميني لكرة الطاولة حاليًا الرئيس غور أفيتيسيان. تأسس الاتحاد في 16 يوليو 2019، وينظم مشاركة أرمينيا في منافسات كرة القدم الأوروبية والدولية. وينظم الاتحاد أيضًا بطولات وطنية لكرة القدم مثل كأس أرمينيا المفتوحة. والاتحاد عضو كامل العضوية في الاتحاد الدولي لكرة الطاولة داخل «الشعبة الأوروبية».

## روابظ خارجية
- Armenian Table Soccer Federation official website
- Armenian Table Soccer Federation on Facebook